# Henri-Edmond Cross
Henri-Edmond Cross, eredeti nevén Henri-Edmond Delacroix (Douai, 1856. május 20. – Saint-Clair (Le Lavandou), 1910. május 16.) francia festő, a neoimpresszionizmus, másként pointillizmus egyik legjelentősebb képviselője.

## Életpályája
Henri-Edmond Delacroix 1878-ban Alphonse Colas festő tanítványa lett Lille-ben. Festői pályafutását sötét tónusú, realista képek alkotásával kezdte. 1881-től Párizsban folytatta a művészi tanulmányait François Bonvin és Dupont-Zipcy mestereknél. 1883-ban vette fel a Cross művésznevet. Ekkoriban ismerkedett meg Paul Signackal. Egyre inkább a szabadtéri festészet és az impresszionizmus felé fordult, egyúttal felfedezte a francia mediterrán partvidék szépségeit.
1891-ben Dél-Franciaországba költözött, először Cabassonba, majd Saint-Clairben telepedett le. Ebben az évben hunyt el Georges Seurat, aki felkeltette Cross érdeklődését a neoimpresszionizmus iránt. Elmélyült a kapcsolata Signackal, több kiállításon szerepeltek együtt, majd 1898-ban Cross, Signac, Maximilien Luce és Théo van Rysselberghe Berlinben részt vettek az első németországi neoimpresszionista kiállításon. Későbbi pályafutása során Théodore Rousseau is nagy hatással volt rá.
Cross fokozatosan a pointillizmus mesterévé vált; ebben a vászonra felvitt apró festékpöttyökből csak a néző szeme állítja össze a képet. 1895-től a festékpontok nagyobbak és nagyobbak, az ecsetvonásai erőteljesebbek, a színei hangsúlyozottabbak lettek a vásznain. 1903-tól egyre jobban elmozdult a realista látásmódtól a dekoratív festészet irányába. 1904-ben meglátogatta őt Henri Matisse, akire nagy hatást gyakorolt. Cross így az elsődleges színek használata révén a fauvizmus előfutárának is tekinthető.
1906-tól az akvarell lassan kiszorította az olajfestészetet Cross munkásságában, a stílusa lágyabb, a technikája kevésbé dogmatikus lett. Az utolsó éveiben súlyos reuma kínozta, ami 1909-től a művészi munkáját is akadályozta. 1910-ben hunyt el rákban.

## Főbb művei
- Les îles d’or (Az arany szigetek) (1891/92; Párizs, Orsay Múzeum)
- L’air du soir (Esti dal) (1893/94; Párizs, Orsay Múzeum)
- La Ranelagh (Piknik a parkban) (1900; magántulajdonban)
- La colonne fleurie (Madame Cross) (1901; magántulajdonban)
- La plage de Saint-Clair (Saint-Clair strandja) (1901; magántulajdonban)
- Les rochers aus Trayas (Trayas sziklái) (1902; Saint-Denis,)
- Venise (Velence) (1903; Galerie Salis, Salzburg)
- Voiles près Chioggia (Vitorlások Chioggia mellett) (1903-05; magántulajdonban)
- Le Cap Layet (1904; Musée de Grenoble)
- Étude pour faune (Faun-tanulmány) (1905/06; Musée de Grenoble)
- Cavalière (1906; Saint-Tropez, Musée de l'Annonciade)
- Après-midi à Pardigon (Var) (Délután Pardigonban) (1907; Párizs, Orsay Múzeum)
- Côte provençale, Le Four de Maures (Provence-i part) (1906-07; Douai, Musée de la Chartreuse)
- Avant l’orage. La baigneuse (Vihar előtt. Fürdőző nő) (1907-08; magántulajdonban)
- Antibes (1908; Musée de Grenoble)
- Cyprès à Cagnes (1910; Párizs, Orsay Múzeum)

## Galéria

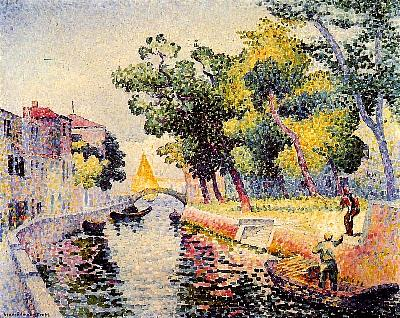
A San Trovaso híd
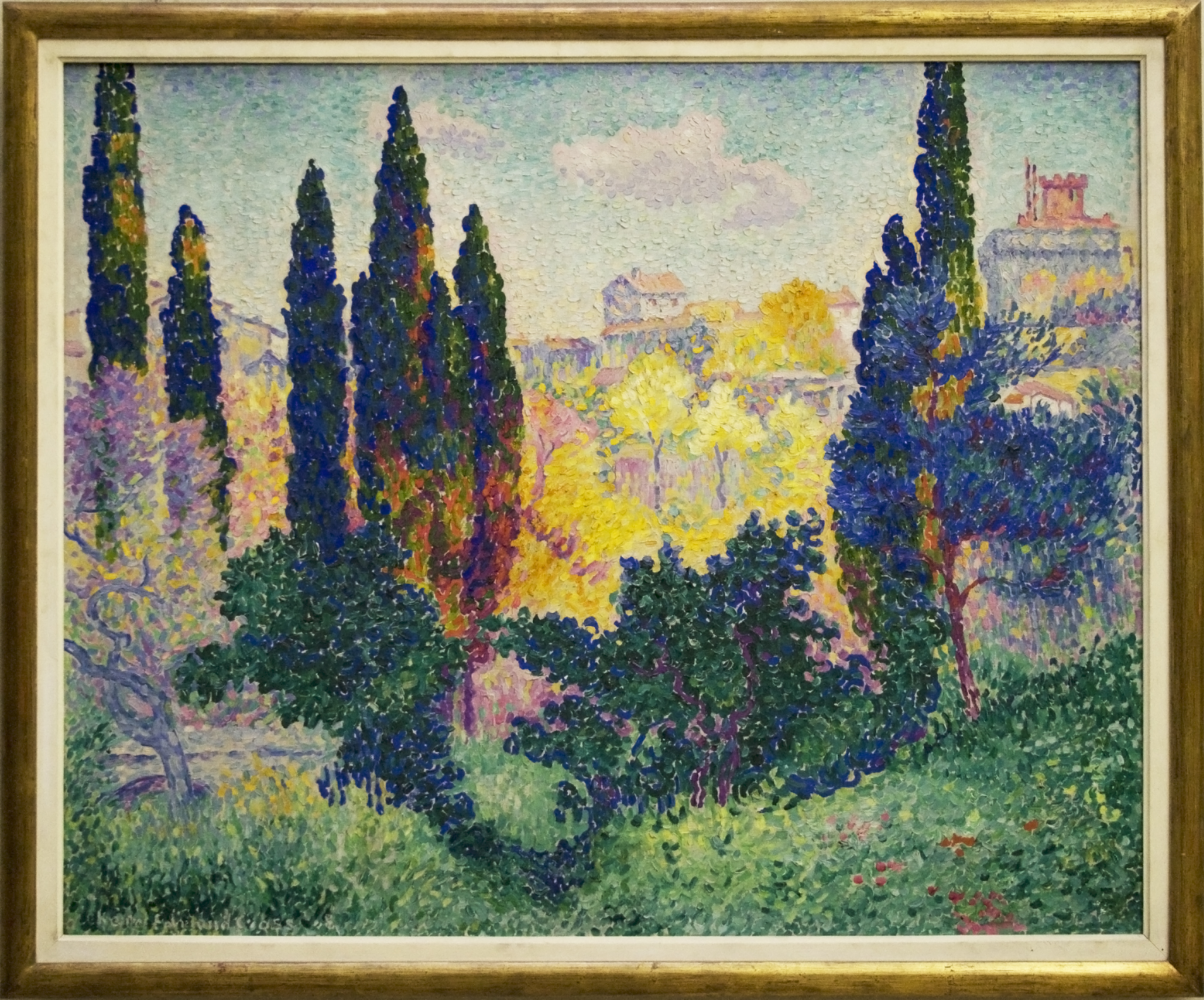
Ciprusok Cagnes-ban
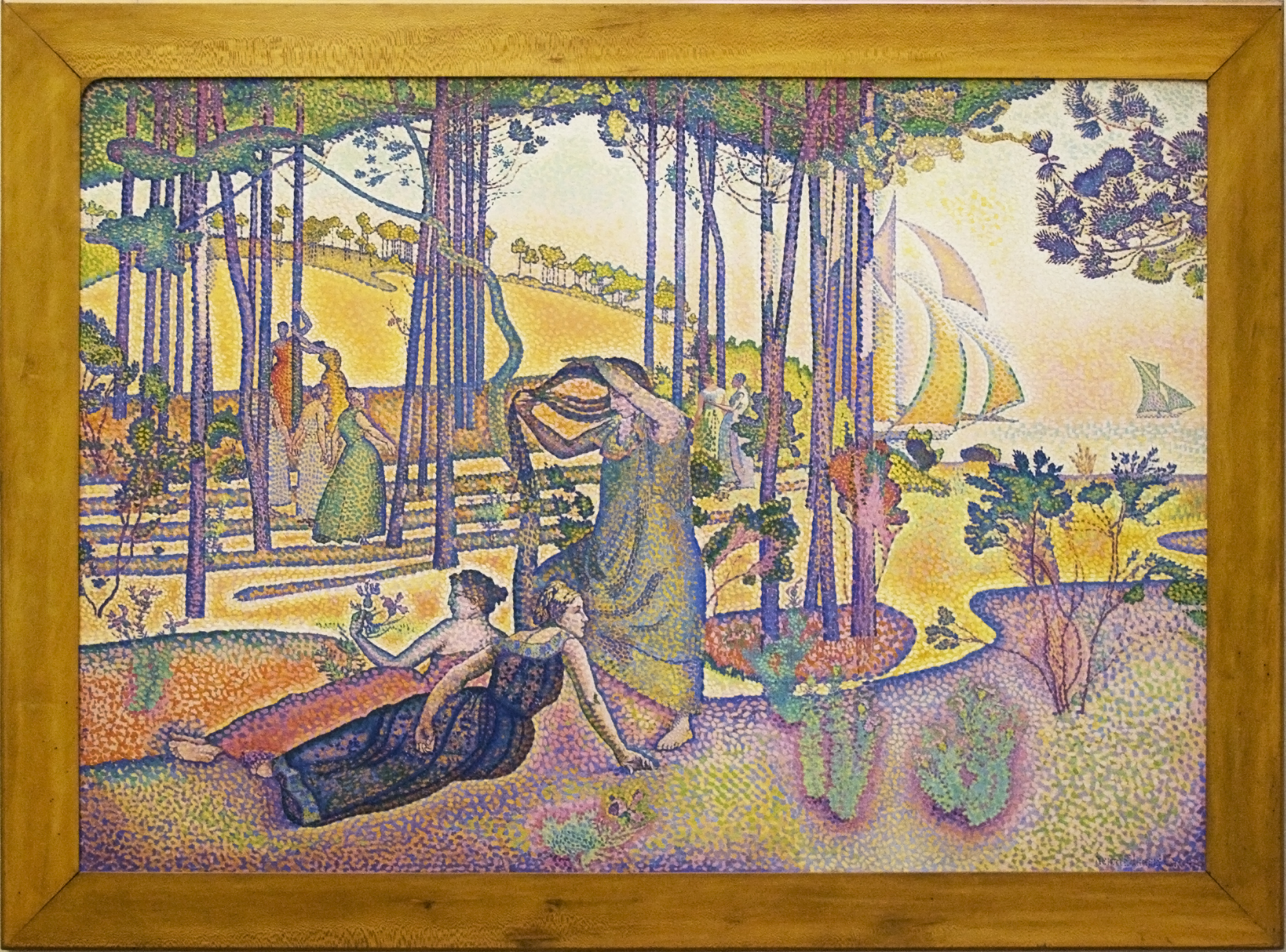
Esti dal
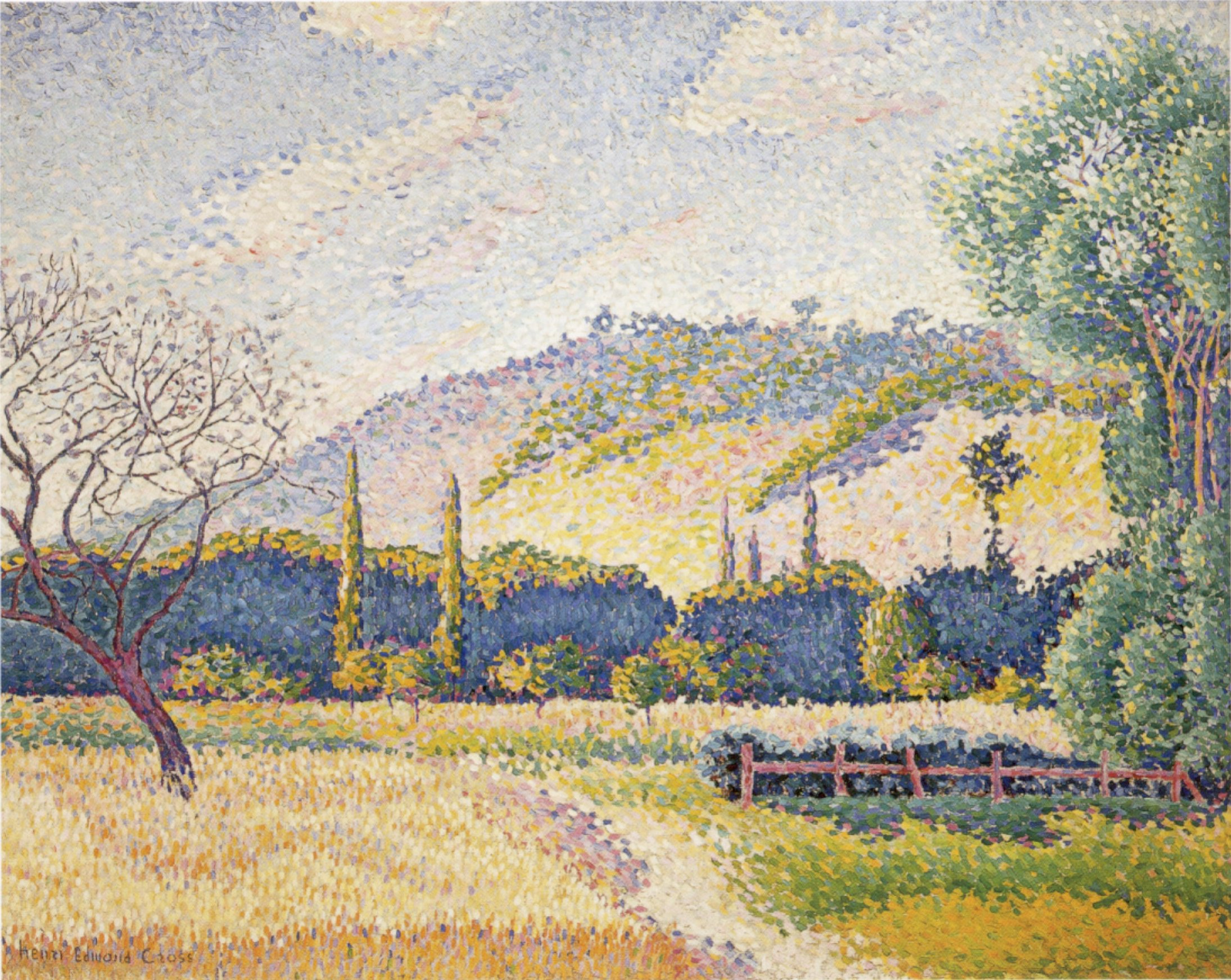
Tájkép
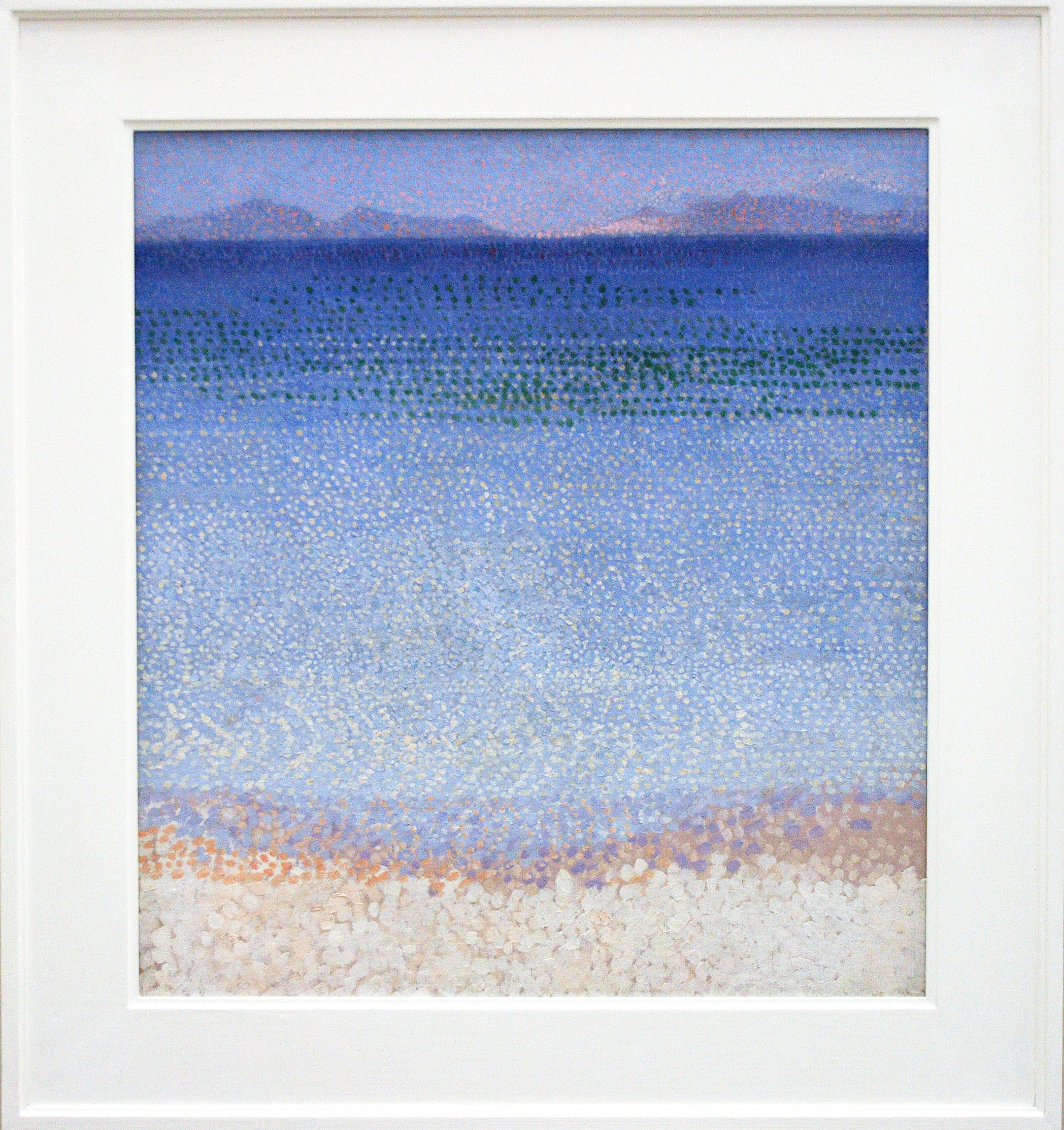
Az arany szigetek
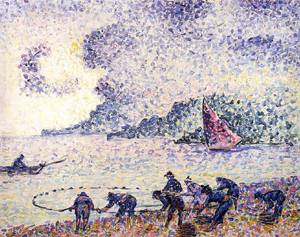
Halászok
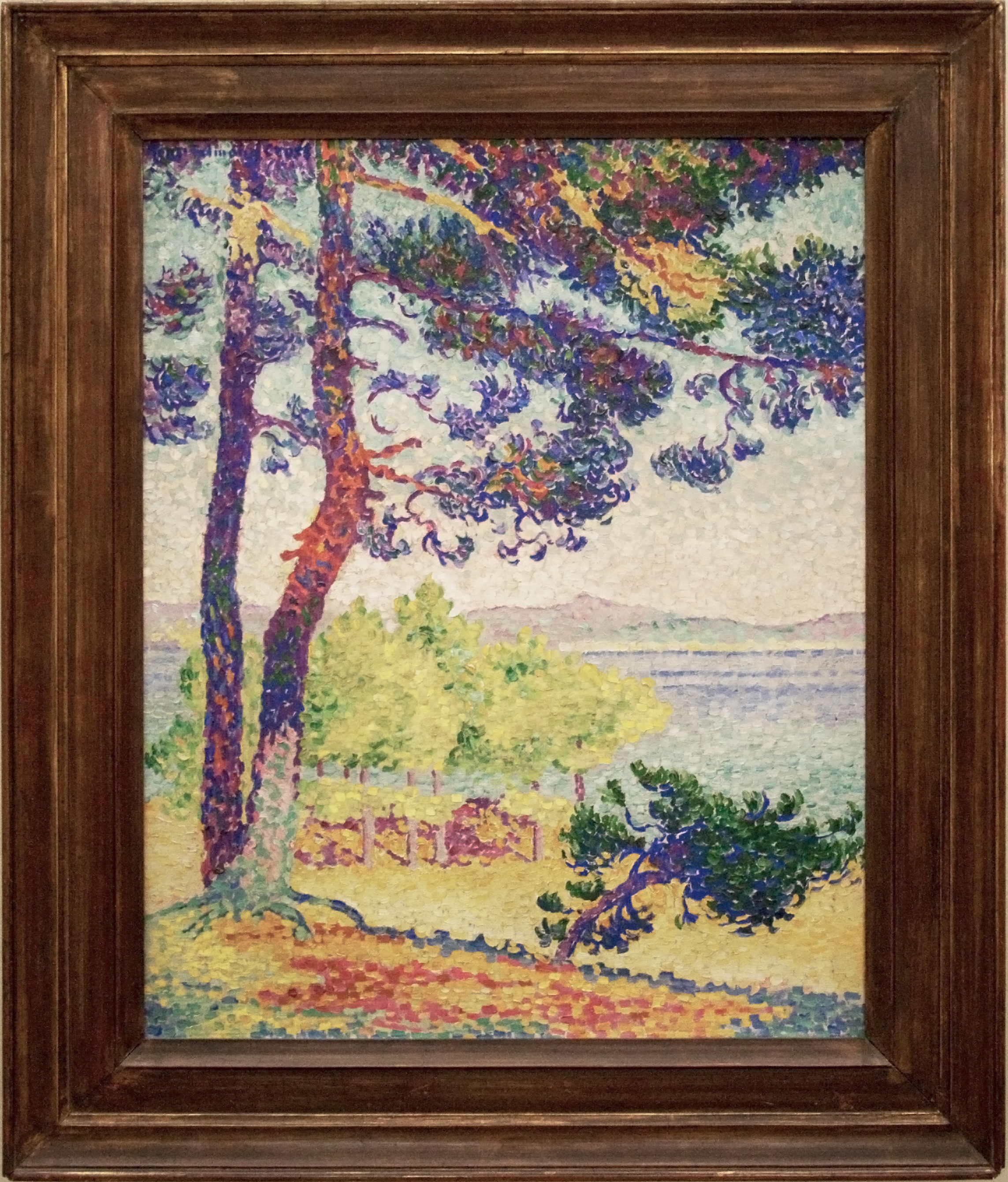
Délután Pardigonban
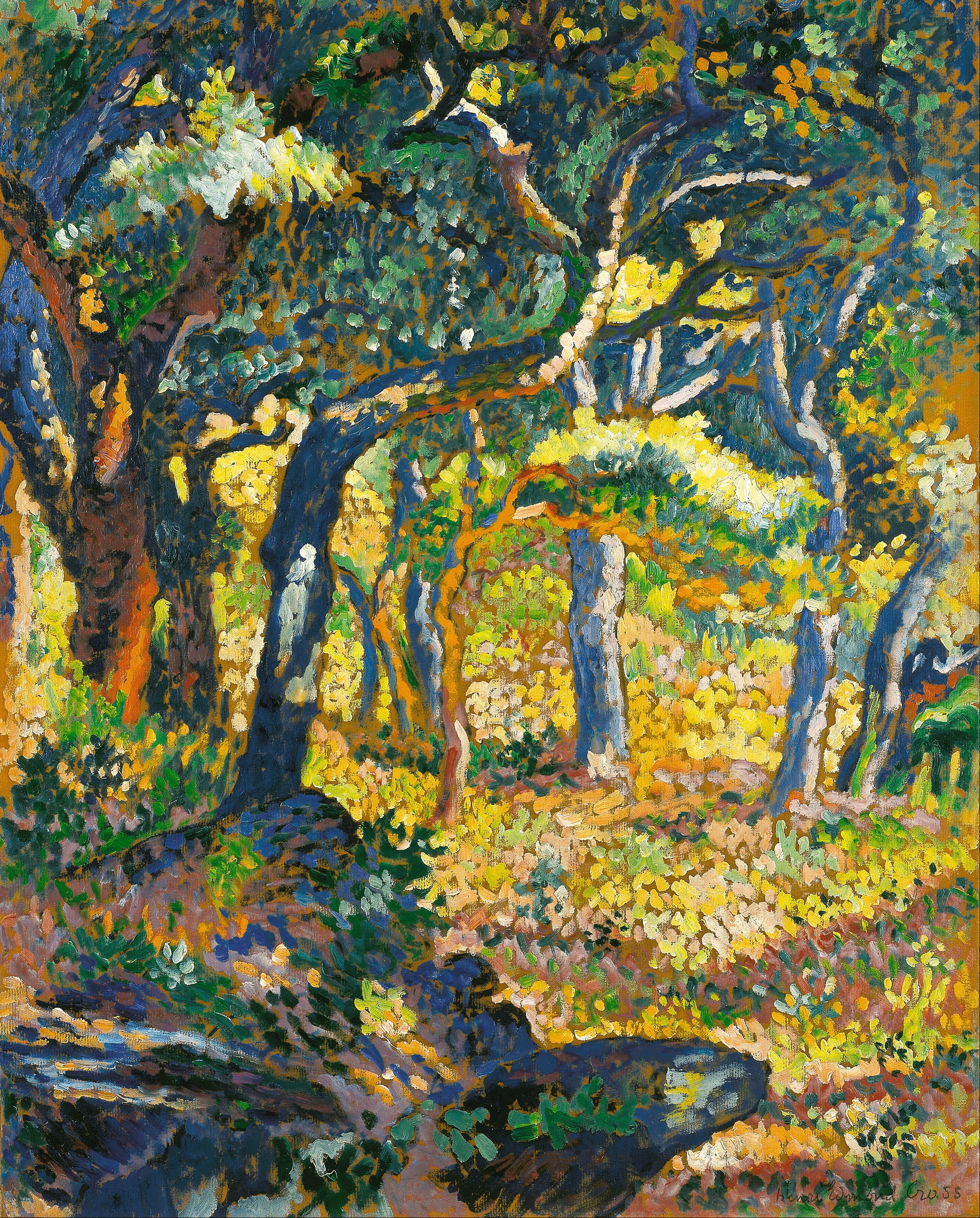
Provence (Étude)